# Мемориал советских военнопленных (Брауншвейг)
Мемориал советских военнопленных (нем. Sowjetisches Ehrenmal) — мемориальное кладбище в г. Брауншвейг, Нижняя Саксония, Германия.
Построен по инициативе управления репатриации г. Брауншвейг, открыт 13 ноября 1945 года. Расположено на южной части городского кладбища, так называемого Иностранного кладбища. Здесь с 1939 по 1954 год хоронили жертв принудительного труда и советских военнопленных.
Всего похоронено 1211 иностранных граждан, большинство из них — граждане СССР (833) и Польши (351). 698 из них были похоронены в индивидуальных могилах. В братской могиле захоронены 513 человек, большинство — жертвы бомбардировки Брауншвейга 15 октября 1944 года.
На кладбище установлены и другие каменные кенотафы поляков и украинцев, которые находятся в непосредственной близости от кенотафа советских граждан, к востоку и западу от него.
В братской могиле на участке 69-В захоронены около 200 рабочих различных национальностей, умерших в результате рабского труда анонимно и без гробов, в том числе 58 женщин и мужчин из Советского Союза.

## Описание

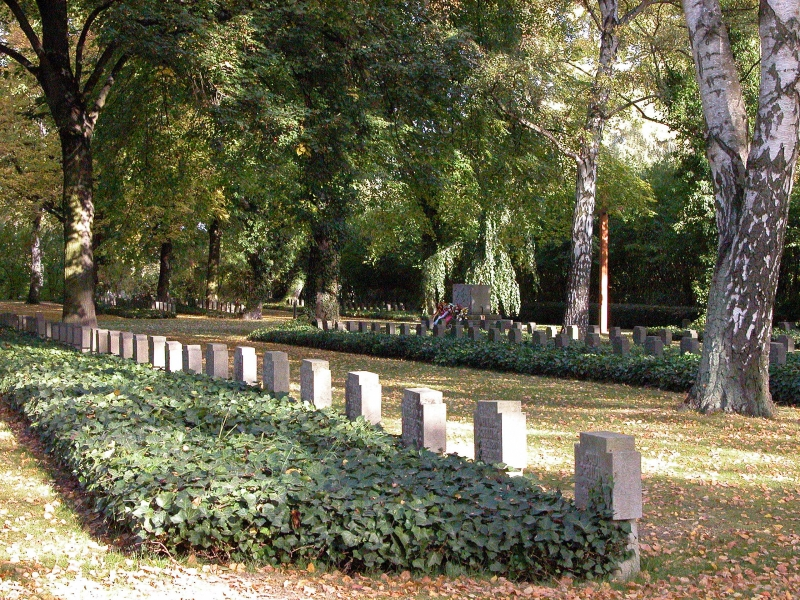
Могилы погибших в результате бомбардировки в 1944 г.

Посредине памятника выбит текст «Вечная память жертвам фашизма» на русском языке. Здесь же советские символы — серп и молот и пятиконечная звезда. На двух боковых частях памятника изображены приспущенные знамёна — символы траура по умершим. На флаге в левой части памятника едва различимые остатки красной краски (2014 г.), что указывает на то, что памятник изначально был окрашен в красный цвет. Также есть небольшие едва различимые остатки чёрной краски. В правой части памятника имеются несколько небольших просверленных отверстий, расположенных в форме серпа на флаге, которые, возможно, использовались для прикрепления символа.